# Pasicine, Mala Vîska
Pasicine (în ucraineană Пасічне) este un sat în comuna Onîkieve din raionul Mala Vîska, regiunea Kirovohrad, Ucraina.

## Demografie
Componența lingvistică a localității Pasicine
     Ucraineană (96,62%)
     Rusă (2,03%)
     Română (1,35%)
Conform recensământului din 2001, majoritatea populației localității Pasicine era vorbitoare de ucraineană (96,62%), existând în minoritate și vorbitori de rusă (2,03%) și română (1,35%).